# گریموو
گریموو (به چکی: Grymov) یک منطقهٔ مسکونی در جمهوری چک است که در ناحیه پرروف واقع شده‌است. گریموو ۱۵۴ نفر جمعیت دارد و ۲۱۶ متر بالاتر از سطح دریا واقع شده‌است.